# Dysse
Stendysse eller bare dysse (af oldnordisk dys, gravhøj, stendynge) er en type af megalitiske gravmæler fra yngre stenalder af store sten. I ældre tid anvendtes ordet dysse om alle stenalderens store stengrave, navnlig også om jættestuer. Nutildags forstås ved dysse alene et mindesmærke, hvis hoveddel er et ikke jorddækket, større eller mindre kammer af svære sten (kaldet bæresten), på hvilke en enkelt stor sten (kaldet overligger), sjældnere to, stenalderens store gravanlæg.
Byggeriet af dysserne begyndte i bondestenalderen omkring 3500 f.Kr., og i de følgende århundreder byggedes i tusindvis af dysser i Danmark. Omkring 3200 f.Kr. videreudvikledes dysserne til jættestuer.
Dysserne lå nær bygdens huse og marker. De var ikke kun grave for bygdens døde, men angav også slægtens ret til landområdet.

## Beskrivelse og udvikling
I sin oprindeligste form er dyssekammeret aflangt og firesidet, opbygget af med en stor (eller to mindre) sten i hver langside, en for hver ende. Kammerets længde kan nå 2,7 m, men er oftest omkring det halve. Siderne kan være lige høje; ofte er dog en af endestenene lavere, ikke sjælden kun af halv højde, eller den udgør blot en høj tærskel.
En senere udvikling af dette ældste kammer øges i størrelse, idet sidestenene stilles i runding, mest 6 eller 7 i tal, væsentlig lige store, hvorved dannes et polygonalt kammer. Foran indgangsstenen kan også ved firesidede kamre være 1 eller 2, sjældent flere (indtil 4) par af lavere sten, der danner en kort gang. Gravrummets højde er skiftende, mest omkring 1 m, i større kamre op til 1,6 m, sjældent 2 m. Bunden er lagt med ler, dækket med flade sten eller et lag knust, ind imellem hvidbrændt flint. Sidestenene er satte på eller lidt ned i undergrunden, i reglen hældende lidt indad for at modvirke trykket fra dækstenen, der kan være af meget store mål, indtil 3 1/4 m brede og 1 m tykkelse. Mellemrummene mellem bærestenene udfyldes med mindre sten, sjældnere med opstablinger af stenfliser. På nogle dækstenen, sjældnere på andre sten, findes skålformede fordybninger eller andre billedlige tegn, der dog ikke nødvendigt står i direkte forhold til kammeret, men kan være anbragte forud eller senere.
Fremtræden
Højen kan være rund, 10–12 m bred, med rejste sten om foden, og dette var sikkert den ældste form, runddyssen; den omslutter sædvanlig kun et enkelt kammer. Eller en aflang, fladagtig jordhøjning, 1,5–2 m høj, omslutter 1-5 kamre med større eller mindre indbyrdes mellemrum, langdyssen, der kan nå meget store længdemål; de største kendte er ved Lindeskov på Fyn, 160 m lang, og ved Vilsted ved Haderslev, af meget nær samme længde; de fleste er mindre end 30 m lange, få er mere end 6–10 m i bredden. Langdysser omgives af en fodkrans af rejste sten, tættere eller åben. Stenene kan være meget anselige, især for enderne, op til mere end 2 m. Stentallet er indtil 150, oftest meget færre.

## Stenkammeret
Kamrenes længderetning er meget vekslende, mest omkring nordvest-sydøst og da i reglen med åbningen mod sydøst, langdyssens oftest henimod øst-vest. Dysser var fællesgrave bestemt til flere gravlægninger efter hinanden. Langdysser kan ses være blevet udvidet ved bygning af ny kamre og dermed udvidelser af hele anlægget. Bygningen har ofte vist sig at være solid. I kamrene findes dels skeletdele af de gravlagte, dels følgegods: i de ældste tyndnakkede flintøkser, rav med indboringer, lerkar med henimod kugleformet bug og høj, snæver hals. Ind imellem findes, især i de senere polygonale kamre, gravlægninger at være foregået frem til stenalderens slutning, da dysserne ellers var afløst af den højdækkede jættestue og den ligeledes helt dækkede stensatte gravkiste.

## Udbredelse
Runddyssen er den oprindeligste og ældste form og findes ikke blot i Norden, men også i det nordlige og vestlige Mellemeuropa. I noget skiftende typer findes dyssekamre ned gennem Holland (Hunebed, Hunnebed), Belgien og Frankrig og ligeledes i England og i Irland (Dolmen, Cromlech); fremdeles på Den Pyrenæiske Halvø (i Portugal: Anta), og de kan følges gennem Nordafrika, som også i det nordlige Balkan, nord om Sortehavet, gennem Syrien og Lilleasien til Indien og endda helt til Japan (hvor de dog tilhører en langt senere tid). De skifter med klippegrave og giver antagelig udtryk for de samme idéer som disse.
I Norden findes de i Danmark og det sydlige Sverige; dertil fem dysser i Norge.  Den nordligst beliggende dysse på det europæiske fastland ligger på Rødtangen i Hurum som et bevis på, at tragtbægerkulturen strakte sig helt nord til Oslofjorden.  Langdysser er den særlig nordiske udformning. Inden for Danmark findes dysser på øerne (på Sjælland er antallet opgjort til ca. 3.400, hvoraf dog mange forstyrrede eller helt ødelagte; meget smukke og regelmæssige anlæg på Møn, som f.eks langdyssen Grønjægers Høj, Fanefjord Sogn, og på Lolland) samt i dele af Jylland: Øst- og Nordjylland, Vendsyssel (ikke mange), Hanherrederne og Thy (få), mindre grupper i Sydjylland, men få mod vest; de fortsættes i Sønderjylland, hvor mange kendes i øst, ret få i vest. Midtjylland modtog i det væsentlige senere bebyggelse, og den almindelige og samtidige gravform, enkeltgraven, betegner antagelig et senere befolkningsindskud. Langeland er det sted i verden hvor der er flest stendysser pr. km2.
Dysser og jættestuer ligger næsten udelukkende i kystområder og frem for alt på øerne, især på Langeland, som er det sted i verden, hvor der er flest stendysser pr. km2.

## Senere brug
I nogle dysser er der sket senere gravlægninger, oftest i bronzealderen.

## Omtale af dysserne
1. ↑  Billeder fra Rødtangen - heimskringla.no
2. ↑  http://pure-01.kb.dk/ws/files/7400029/Nord_Verd_Agrarsamfund_Publ_web.pdf Arkiveret 4. marts 2016 hos  Wayback Machine (s. 46)

## Galleri
- Bautasten ved Svaneke på Bornholm.[1]
- Hagbølle stendysse på Langeland.[2]
- Jættestuen Troldkirken ved Sønderholm, Aalborg Kommune[3]
- Langdyssen ved Skræm i Jammerbugt Kommune[4]
- Dæmpegårdsdyssen i Tokkekøb Hegn nær Blovstrød i Allerød Kommune[5]
- Stendyssen ved Kongstrup i Kalundborg Kommune[6]
Postkort fra o. 1900